# Borstenvögel
Die Borstenvögel oder Lackvögel (Dasyornis) sind die einzige Gattung der gleichnamigen Familie Dasyornithidae. Sie umfasst drei Arten, die im östlichen, südöstlichen und südwestlichen Australien heimisch sind.

## Merkmale
Die Borstenvögel erreichen Körperlängen von 17 bis 25 cm. Das Gefieder ist im Allgemeinen stumpfbraun und beim Rotkopf-Borstenvogel rötlich. Die kurzen Flügel sind gerundet. Der lange Schwanz ist gerundet und abgestuft. Der Körper ist zylindrisch eiförmig, typischerweise mit horizontaler Haltung. Der mittelkurze Schnabel ist gerade, schmal und scharfkantig. Der Kopf ist mittelgroß. Der Hals ist mittelkurz und dick. Die mittellangen Beine und Füße sind stämmig. Die Geschlechter ähneln sich. Der Trivialname Lackvogel bezieht sich auf das braune, wie lackiert glänzende, wasserabweisende Gefieder am Rücken, Kopf und Schwanz. Der wissenschaftliche Name Dasyornis leitet sich von den griechischen Wörtern dasu für „rau“ oder „haarig“ und ornis für „Vogel“ ab und bezieht sich auf die Borsten zwischen Oberschnabel und Stirn.

## Systematik

### Äußere Systematik
Die Borstenvögel gehören zu den basalen australisch-ozeanischen Familien innerhalb der Überfamilie Meliphagoidea. Proben aus dieser Familie wurden in den meisten breit angelegten Erhebungen über die Verwandtschaft der Singvögel nicht berücksichtigt, aber die vorliegenden Erkenntnisse deuten darauf hin, dass die Borstenvögel die Schwestergruppe einer Klade sind, die von den Familien Meliphagidae (Honigfresser), Pardalotidae (Panthervögel) und Acanthizidae (Südseegrasmücken) gebildet wird.

### Innere Systematik
Es werden folgende Arten unterschieden:

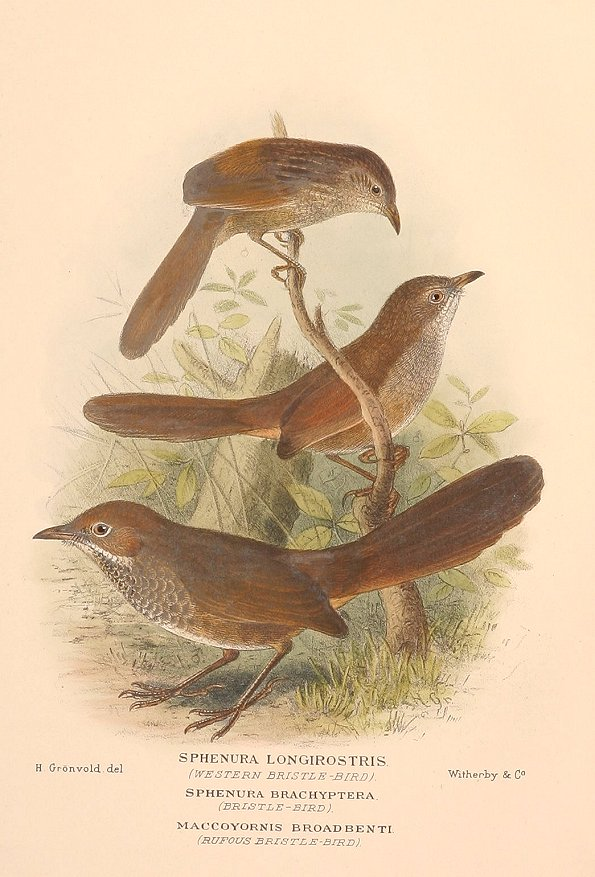
Tüpfelborstenvogel (oben), Olivscheitel-Borstenvogel (Mitte) und Rotkopf-Borstenvogel (unten)

- Olivscheitel-Borstenvogel oder Braunkopf-Lackvogel (Dasyornis brachypterus)
- Tüpfelborstenvogel oder Langschnabel-Lackvogel (Dasyornis longirostris)
- Rotkopf-Borstenvogel oder Rotkopf-Lackvogel (Dasyornis broadbenti)

### Fossiler Beleg
2019 wurde die fossile Art Dasyornis walterbolesi aus dem Miozän beschrieben und nach dem australischen Ornithologen und Paläontologen Walter E. Boles benannt. Die gefundenen Fossilien vergrößern das geographische Verbreitungsgebiet der Dasyornithidae beträchtlich und deuten darauf hin, dass die Familie der Borstenvögel in Australien einst weiter verbreitet war.

## Lebensraum
Borstenvögel bewohnen strauchartige Lebensräume mit dichter Vegetation, darunter Küstenheiden oder bewaldete Schluchten.

## Nahrungsverhalten
Borstenvögel gehen im Laubstreu auf Nahrungssuche, wo sie Insekten und andere kleine Wirbellose erbeuten. Auch Samen gehören zum Nahrungsangebot.

## Fortpflanzungsverhalten
Über die Brutbiologie der Borstenvögel ist wenig bekannt, da sie scheu und verborgen sind und den größten Teil ihres Lebens im unzugänglichen Dickicht verbringen. Es scheint jedoch, dass Borstenvögel monogam mit biparentaler Betreuung sind. Nester von Borstenvögeln sind etwas unordentliche gewölbte Strukturen, die hauptsächlich aus Gräsern, Zweigen, Seggen und einer Vielzahl anderer Pflanzenmaterialien errichtet werden. Die Gelegegröße beträgt fast immer 2 Eier. Die wenigen Daten deuten darauf hin, dass nur das Weibchen die Eier bebrütet und dass sowohl Männchen als auch Weibchen die Jungen versorgen. Die Brutzeit dauert offenbar 16 bis 21 Tage, und die Nistperiode ist etwa gleich lang. Flügge Junge scheinen nach dem Ausfliegen noch einige Zeit in der Obhut der Eltern zu bleiben, das bedarf jedoch noch der Bestätigung.

## Status
Zwei der drei Borstenvögelarten stehen vor ernsthaften Arterhaltungsproblemen. Der stark gefährdete Olivscheitel-Borstenvogel hat in Ostaustralien ein stark fragmentiertes Verbreitungsgebiet, was auf die umfassende Veränderung seines Lebensraums zurückzuführen ist. Während seine Population derzeit stabil ist, gehen mehrere Teilpopulationen rasch zurück und die zerstörerischen Brände in den verbleibenden Populationen sind eine ständige Bedrohung. Der stark gefährdete Tüpfelborstenvogel, der im Mittelpunkt umfangreicher Erhaltungsmaßnahmen steht, hat eine kleine Population und eine sehr begrenzte Verbreitung im Südwesten Australiens, wo er vor allem durch Waldbrände bedroht ist. Die Unterart Dasyornis broadbentii litoralis des Rotkopf-Borstenvogels wurde seit 1940 nicht mehr gesichtet und gilt als ausgestorben.